# Igralna konzola
Igralna konzola je računalniška naprava, namenjena zlasti poganjanju videoiger, ki sprejema ukaze iz vhodnih enot in prikazuje dogajanje na zaslonu, bodisi vgrajenem, bodisi ima video izhod za priklop televizijskega sprejemnika. Po tem, da se tržijo neposredno potrošnikom za domačo uporabo, se razlikujejo od igralnih avtomatov, ki so namenjeni postavitvi v lokalih.
Prve priročne naprave za poganjanje videoiger je ustvaril Ralph H. Baer v šestdesetih letih dvajsetega stoletja. Njegovi izumi so vodili do izdaje prve komercialno dostopne konzole, Magnavox Odyssey leta 1972, ki je lahko, priklopljena na televizijski sprejemnik, poganjala preproste igre. Igranje na specializiranih napravah v dnevni sobi je močno popularizirala igra Pong in s tem odprla novo tržišče za izdelovalce računalniške opreme. Od takrat je napredek računalništva vodil v razmah igralnih konzol, ki postajajo vedno zmogljivejše in so prevzele tudi vlogo medijskih predvajalnikov, naprav za dostop do svetovnega spleta ipd. Nastalo je tudi več specializiranih tipov konzol, med njimi: 
- domače konzole v ožjem pomenu, namenjene priklopu na televizijski sprejemnik, npr. Nintendo Wii, PlayStation 4, Xbox 360
- prenosne igralne konzole, ki jih igralec drži v rokah in imajo vgrajen zaslon, npr. Game Boy in PlayStation Portable
- mikrokonzole, nizkocenovna alternativa domačim konzolam, ki poganjajo igre za pametne telefone

Kljub sobivanju s prevladujočim trgom iger za osebne računalnike in močnem vzponu iger za pametne telefone je trg igralnih konzol ter iger zanje še vedno razmeroma živahen. Najpomembnejša proizvajalca, Sony in Microsoft, sta po oceni leta 2015 prodala 55 milijonov konzol (poleg njiju je na trgu z vidnejšim deležem prisoten še Nintendo), prodaja videoiger pa je skupno znašala 4 milijarde USD, z vodilnima založnikoma Activision in Electronic Arts.